# Роберт Веноза
Роберт Веноза (21. јануар 1936 — 9. август 2011) био je амерички уметник који је живео у Болдеру, Колорадо, САД. Његова дела се налазе у колекцијама широм света.

## Живот и рад
Веноза је студирао под утицајем Метија Кларвејна у Њујорку. Касније се преселио у Европу и учио са Ернстом Фуксом. Од њих је научио варијације и технике сликања. Док је живео у Бечу, Веноза је упознао своју другу жену, аустријанску сликарку Жуту Венозу, са којом је имао троје деце, Маркуса, Селин и Кристијана. Преселили су се у Шпанију, где су живели наредних 15 година и упознали и спријатељили се са шпанским сликаром надреализма, Салвадором Далијем. Касније је упознао Х. Р. Гигера са Далијем.
Дали је био задивљен његовом техником и једном приликом је рекао:
| „ | Браво Веноза! Дали је задовољан када види да је спиритуално лудило насликано са тако добром техником. | ” |

Веноза је пропутовао свет са својом партнерком Мартином Хофман, коју је подучавао сликарским техникама. Те технике је Веноза научио од својих учитеља, али је мењао материјал који су они користили.
Умро је 9. августа 2011. године, након што је боловао од рака последњих осам година свог живота.